# カール・ゴッチ
カール・ゴッチ（Karl Gotch、本名：Charles "Karel" Istaz (シャルル・カレル・イスタズ) 、1924年8月3日 - 2007年7月28日）は、プロレスラーおよびプロレスのトレーナー。
ベルギーのアントワープ出身。プロフィール上はドイツのハンブルク出身とされていた。1961年までは、カール・クラウザー（Karl Krauser）のリングネームを用いていた。

## 来歴
1924年8月3日、ベルギーのアントワープでドイツ国籍のもと、父エドワードと母ヨハナの元に生まれる。幼少期にドイツのハンブルクに移り住む。
青少年時代からグレコローマンレスリングを習い、アマチュアスポーツの選手として活動。後に愛弟子となる前田日明の情報では、第二次世界大戦終戦後は捕虜収容所に入れられ、そこで知り合ったソ連のロシア人からサンボ（ロシアンサンボ、もしくはソ連式フリースタイルレスリング）の手ほどきを受けている。
釈放後アマレス界に復帰し、グレコローマンおよびフリースタイルレスリングのベルギー王座を7回ずつ獲得。ロンドンオリンピック（1948年）のグレコローマンおよびフリースタイルレスリングにベルギー代表として出場。

### アメリカでの活躍
1950年、"Karel Istaz" のリングネームでプロレスラーとしてデビュー、ヨーロッパ各地のトーナメントへ参戦。同年、ウィーンでのトーナメントでハープ・ガーウィッグ（後のキラー・カール・コックス）に敗れ準優勝。1951年より"Snake Pit"（蛇の穴）の通称でも知られるイギリスのビリー・ライレージムでビリー・ジョイスからランカシャーレスリング（キャッチ・アズ・キャッチ・キャン）の指導を受ける。
1959年にカナダへ進出、モントリオールでの興行へ参戦。1960年にアメリカへ進出、プロフィール上はドイツ出身となり、リングネームとしてカール・クラウザー（Karl Krauser）を名乗る。オハイオ州のMWA（Midwest Wrestling Association）へ参戦すると、1961年にNWAイースタン・ステーツ・ヘビー級王座を獲得。AWAにも参戦し、バーン・ガニアと組んでジン・キニスキー&ハードボイルド・ハガティが保持していたAWA世界タッグ王座に挑戦した。
同年、リングネームをフランク・ゴッチにあやかりカール・ゴッチへ改める。1962年8月31日オハイオ州コロンバスにおいて、友人であるビル・ミラーと共に、NWA世界ヘビー級王者バディ・ロジャースと控え室でトラブルを起こす。同年、ドン・レオ・ジョナサンを破り、オハイオ版AWA（American Wrestling Alliance）世界ヘビー級王座を獲得。1963年9月から1964年11月にかけて、ルー・テーズが保持していたNWA世界ヘビー級王座に9回挑戦するが、王座は獲得できず。
1967年、カリフォルニア州ロサンゼルスのWWAに参戦。同年6月30日、"アイアン" マイク・デビアスをパートナーにWWA世界タッグ王座を獲得。同年6月30日、大木金太郎が保持していたWWA世界ヘビー級王座にデビアスが挑戦した試合へ乱入し、デビアスの王座獲得を助けたと言われている。1968年にアメリカ市民権を取得。1971年よりWWWF（後のWWE）へ参戦すると、12月6日にニューヨークのマディソン・スクエア・ガーデンにおいてレネ・グレイをパートナーにWWWF世界タッグ王座を獲得。しかし、テーズから「私をもっとも苦しめた挑戦者」と評されながらもシングルの主要王座は獲得できず、「無冠の帝王」の異名を付けられた。

### 日本での活躍
1961年4月、日本プロレスの第3回ワールドリーグにカール・クラウザーのリングネームで初来日（当時の表記は「カール・クライザー」）。東京都体育館で吉村道明と45分3本勝負で対戦し、1本目にジャーマン・スープレックス・ホールドを日本初公開し、吉村からピンフォールを奪った（試合は1-1で時間切れ引き分け）。
第3回ワールドリーグ終了後の国際試合シリーズにも引き続き参戦し、1961年5月26日に福井市体育館で力道山とシングルマッチ（60分3本勝負）で対戦し、1-1で引き分ける。この福井での試合が力道山とゴッチの唯一のシングルマッチとなった。来日中はビル・ミラー（覆面レスラーのミスターXとして来日）と共に控え室でグレート・アントニオに制裁を加えたとされている。1966年7月に再来日。ジャイアント馬場のインターナショナル・ヘビー級選手権に挑戦が決まっていたが、怪我で断念したため、馬場とのタイトル戦は実現しなかった。
1968年1月に日本へ移り住み、日本プロレスのコーチに就任。「ゴッチ教室」を開き、アントニオ猪木に卍固め、ジャーマン・スープレックスを伝授。さらに山本小鉄、星野勘太郎といった当時の若手・中堅選手を厳しく鍛えた。ヨーロッパ仕込みのテクニックの高さから「プロレスの神様」とも称されるという。
その後はハワイで清掃関係の企業を経営していたが、1971年3月、国際プロレスの吉原功社長の招きで、第3回IWAワールド・シリーズに参加。ビル・ロビンソンと5回対戦し、全試合とも時間切れで引き分ける。
モンスター・ロシモフ（後のアンドレ・ザ・ジャイアント）とも対戦し、ジャーマン・スープレックス・ホールドを決めるが、レフェリーがリング外でダウンしていたためフォールは認められず、ロシモフの逆襲に不意を突かれ敗れる。国際プロレスに所属していたアニマル浜口らを指導する。
1972年1月の新日本プロレス設立に選手兼ブッカーとして助力。同年3月から1974年8月にかけて、弟子ともいえるアントニオ猪木と5回対戦し、3勝2敗の戦績を残した。1973年10月にルー・テーズをパートナーとしてアントニオ猪木&坂口征二組と3本勝負で対戦し、1-2で敗れる。ブッカーとしては、アメリカからはドランゴ兄弟（ジム・ドランゴ&ジョン・ドランゴ）、リップ・タイラー、エディ・サリバン、レッド・ピンパネールなどをノーTV時代の新日本へブッキングしたが、そのほとんどが無名レスラーだった。

### 引退後
居住していたフロリダ州タンパにおいて、藤波辰巳、木戸修、藤原喜明、佐山聡、前田日明などのプロレスラーを数多く育成した。1982年1月1日、後楽園ホールにおいて藤原とエキシビション・マッチで対戦。同年1月8日、同じく後楽園ホールにおける木戸とのエキシビション・マッチが、プロレスラーとして最後の試合である。

### 晩年
2006年7月より藤波辰爾、西村修が設立した無我ワールド・プロレスリングの名誉顧問に就任。晩年はタンパの自宅に西村が度々訪ね、既に夫人を亡くしていたゴッチの世話を行っていた。2人で夜な夜なワインを酌み交わしながら、プロレス談義に花を咲かせていたという。前田日明はその話を聞き、後輩である西村に恩義を感じている。
2007年7月28日21時45分、フロリダ州タンパ市にて82歳で死去。同年7月30日発行の『東京スポーツ』紙の記事では「大動脈瘤破裂」が死因だったとしている。

## 来歴についての疑問点
- ゴッチの生年月日についてはいくつかの説が伝えられていたが、2000年代になってからは「1924年8月3日生まれ」でほぼ統一されている[19]。
- 「ドイツ・ハンブルク出身」とされているが、「ベルギーのアントウェルペンまたはブリュッセルの生まれで、後にハンブルクへ移住した」とも言われている。また、「父はハンガリー人（マジャル人）、母はドイツ人」「"Gotch"というリングネームは母方の姓に由来する」とも「オランダ系でドイツ人の血は引いていない」とも言われている。このため、「ゴッチは（かつて第二次世界大戦においてアメリカと戦った「ヒール」としての）ギミックとしてドイツ人を演じているだけではないか」という意見もあるが、一方で、「ゴッチはナチスについて肯定的な発言を本気でしている」とも言われている。
- ナチスについては『G SPIRITS』（『週刊ゴング』の後継誌の一つ） Vol.46による実娘ジェニン・ソラナカのインタビューによると、ゴッチは父親のエドワードと1943年と1944年と2回にわたって強制収容所に収監されている。父親のエドワードがナチス反対派で、ビラやチラシを配っていたという。何度も逃げようとしたが、その都度捕まり酷い罰を与えられたといい、ろくに食事も与えられず、とにかくいつもお腹をすかせていたという。収容所では鉄道のレールを敷く仕事をやらされていたという。そして本誌では、ドイツ人としたのは、ハンガリーやベルギー、オランダといった国ではアメリカ人らには馴染みが無かったからだとしている他、本名はKrel Alfons Ceclie Istaz[要検証 – ノート] カレル・アルフォンス・セシル・イスタスで、兄弟はいない一人息子、夫人のエラは水泳の選手だったといい、ふだんの言語はフラマン語を使用していたという。ゴッチの父エドワードがハンガリー系で、ゴッチの母ヨハナ、旧姓ファン・ヘイステレンがオランダ系。母方エラのデルース家は生粋のベルギー人とのこと。ゴッチが結婚したのは1949年9月で、翌年3月に娘ジェニンが生まれている。
- ザ・ベストマガジン9月号増刊平成5年9月発行プロレス王国の本人のインタビューによると、生まれたのは確かにアントワープであるが両親がドイツ国籍で幼少期にハンブルクに移り住み、祖父がハンガリー人で1/4ハンガリーの血が流れているという。父親が商船士、9歳の時に近所のジムで、元グレコローマンのオリンピック王者であるフリッツ・ヤンセンの門下生となったという。13歳の時に鉄製の船具を作る鍛冶屋で働き、並行してトレーニングに励んでいた。ボクシングを1年間練習しウエイトリフティングのジムにも足を運んでいたという。なお、リングネームをゴッチに改名したのは1970年で，母方のファミリーネームからとしている。同雑誌の記述による1945年ナショナル王者をへて1952年にヘルシンキオリンピック出場といった経緯自体実に曖昧で，ドイツ国籍であったがベルギー代表として出場したとしている。
- ゴッチのアメリカ進出以前の経歴については、出典により異なった情報が伝えられている点が多い。例えば、以下のような経歴が紹介されたことがある。
  - ナチス統治下のドイツにおいて、9歳よりレスリングを始める。
  - 16歳でアマチュアレスリング全ドイツ・ヘビー級王座を獲得[20]。
  - ヘルシンキオリンピック（1952年）のグレコローマンスタイルレスリングに出場、銀メダルを獲得[21]。
  - 1954年より2年間、ビリー・ライレージムでランカシャーレスリングを練習する。
  - 1956年ヨーロッパでプロレスデビュー。
- ゴッチが初来日の時に「クライザー」と名乗っていたのは、元々来日する予定であったクライザーというプロレスラーが来日できなくなり、代役として来日したためであるという「ゴッチ代役説」が伝えられている。この説では、ゴッチが「クラウザー」という類似したリングネームを使っていた事実はなかった（もしくは単なる偶然）とされる[† 5]。また、代役としてゴッチを推薦したのは、ビル・ミラーとも言われている。この説とは別に、「クライザー」というプロレスラーが来日するはずが、なんらかの手違いにより「クラウザー」ことゴッチが来日してしまったという「ゴッチ人違い説」も伝えられている。元々来日する予定であったプロレスラーは、カロル・カルミコフのリングネームも使っていたカロル・クラウザー（Karol Krauser）とも言われている。
- 1962年8月31日にオハイオ州コロンバスのフェアグラウンズ・コロシアムにおいて、ジョニー・バレンドと対戦予定であったNWA世界ヘビー級王者バディ・ロジャースが「控え室でカール・ゴッチとビル・ミラーに襲われて負傷した」と訴え、その日の試合を欠場した（公演自体は行われ、ロジャースの代役としてジャイアント馬場がバレンドと対戦したが、入場料の一部は払い戻しとなった）。ゴッチとミラーは警察署に出頭して逮捕され、保釈金を支払って釈放された。ロジャースが「急に閉じられたドアに手を挟まれて負傷した」と主張したのに対し、ゴッチとミラーは「平手で一発ずつロジャースの顔を殴っただけで、負傷させるつもりはなかった」と反論した。ゴッチとミラーは「ロジャースには次にオハイオを訪れた時にわたしたちの挑戦を受けることを要求したのに、負傷させては意味がない」「わたしたちがロジャースを負傷させるつもりであれば、手を負傷した程度で終わるはずがない」とロジャースを負傷させたことを否定したが、ロジャースは複数のプロモーター、プロレスラーから恨まれていたため[† 6]、何者かがゴッチとミラーに依頼してロジャースを負傷させたという憶測が絶えなかった。なお、ロジャースはしばらくして試合に復帰したが、1963年1月24日にルー・テーズに敗れてNWA世界ヘビー級王座を奪われた。一方、ゴッチはこの事件の2週間後にオハイオ版AWA世界ヘビー級王座を獲得すると、その後はテーズと互いの王座を懸けて対戦するなど、アメリカにおける全盛期を迎えた。この逸話はかつては梶原一騎などによって「ロジャースは人気ばかりで実力がなかったからゴッチに控室でKOされた男として最低の恥をかかされた（『プロレススーパースター列伝』でのリック・フレアーの台詞）」などと誇張して伝えられ、ロジャースが未来日だったこともあって日本でのある時期のロジャースの印象を一部で低下させた。

## プロレスラーとして
- レスリングの技術とトレーニングに対する拘りから、日本では尊敬を集めている。インドのクシュティ、日本の柔道、ロシアのサンボを含む世界中のあらゆるレスリングに精通しており、「朝目覚めてから夜眠るまで常に素手でいかに効率良く人を殺せるかを考え続けている」と言われている。
  - ゴッチはレスリングを最も古く、最も難しいスポーツと考えており、キャッチ・アズ・キャッチ・キャン(Catch As Catch Can, CACC)をレスリングの中で最強のスタイルとしている。打撃を含む総合格闘技に関しては一貫して否定的である。
  - ゴッチの行うトレーニング方法はインドに由来するものが多い。レジスタンストレーニングとしてはフリーウエイトを使うことは好まず、自重によるトレーニングを多用している。マクチグが提唱した理論「マッスルコントロール」に傾倒しており著書『カール・ゴッチの肉体鍛錬哲学』では「人間は前に32個、後ろに28個の筋肉を持っている。彼は負荷器具を一切使わずに、ある一つの動作に必要な筋肉だけに意識を集中させ、それを緊張させることで身体をつくったんだ」と述べている。
  - 柔道出身のプロレスラーであった木村政彦とゴッチは友人であった。ゴッチはグレイシー柔術については「自分も知っている昔の柔道以上のものではない」と語っており、あまり評価していない。
  - ゴッチは宮本武蔵を尊敬しており、五輪書を愛読している。武蔵の心境に近づくために、プロレスラーとして試合をすることがなくなってもトレーニングを続けていた。
  - 左手の小指の大部分を欠損している。この欠損の原因は、レスリングとは関係ない事故とされている。本人の弁では船員時代折れた船の煙突が友人を下敷にしそうになったのを庇って失ったとのことである。
- ゴッチのファイトスタイルは、レスリング技術を主体とする「正統派」で、派手さが無く、興行が盛況に至らないという理由から、一部プロモーターには煙たがられていた。見る人間によって「独り善がりでプロレスを理解していない人間」か「妥協無き真のプロレスラーでありシューター」という風に、評価が真っ二つに分かれるプロレスラーである。プロレスラー間でも、日米問わず賛否が分かれており、ルー・テーズやビル・ミラーから高い評価をされている一方、新日本プロレスの道場での稽古で再会したザ・グレート・カブキはゴッチが関節を極める際に指を眼に入れるなどの妥協なき「技術」を駆使して来るために「ずるい」と語り、ジャイアント馬場も「コーチとしての腕は認めても良いが、レスラーとしては駄目」と発言している。新間寿は「自分の世界を自分で作って入り込んでしまい、対外的な窓口を開こうとはしなかったレスラー」とゴッチを評しており「”プロレスの神様”ではなく”トレーニングの神様”」と考えている[12]。
- ゴッチがルー・テーズの保持するNWA世界ヘビー級王座に6回目の挑戦をした試合（1964年5月2日、ミシガン州デトロイト）において、ゴッチはテーズからバックドロップを仕掛けられた時に、自分の体重をテーズにあずけ、テーズの肋骨5本を骨折させた。テーズはダブルリストロックで試合には勝ったものの、この骨折から回復するのに7か月間かかり、特に骨折直後の2か月間は、後に人生で最悪の時間であったと語るほど苦しんだ。テーズはゴッチがこの試合でダブルクロスを試みて自分を傷付けたと信じており、そのことが2人の仲違いにつながったとも言われている[要出典]。流智美によれば、ゴッチはテーズのバックドロップを受けることを拒み、テーズの右腕を脇固めに返して、更に肋骨を3本骨折させたとある。試合はテーズがドロップキックの連発と言うラフ殺法でゴッチにリングアウト勝ちしたが、世界王者テーズは10日間の入院でサーキットを休む羽目になり、興行上大きな損害を出すことになった。これに怒ったテーズは翌日見舞いに訪れたゴッチを「なぜこんな馬鹿な真似をしたんだ！理由を言ってみろ！」と問い詰めたが、ゴッチは「I just forgot myself（無我夢中でやってしまった）…」と申し訳なさそうに呟くだけで、テーズは怒る気も失せてしまったと言う[22]。
- ゴッチのジャーマン・スープレックス・ホールドはもっとも軌道が美しいと称えられており、この技で投げられるレスラーは、ある意味勲章の様な物であった。
- ゴッチのライバルは数多い。ビル・ロビンソンやドン・レオ・ジョナサンなど多くのライバルと戦って来たが、最強のライバルと言うと「鉄人」ルー・テーズを置いて他に無い。1961年から1964年までに9度戦い、ゴッチの0勝5敗4分[23][出典無効]。なおゴッチはテーズに対してライバル心と同様、ある種の憧れも抱いており、敢えてテーズと同じ様なファイティングポーズを取っていたと言う。

## 得意技
ジャーマン・スープレックス・ホールド
ゴッチ式パイルドライバー
ヨーロッパ式卍固め
脇固め
リバース・スープレックス

## 獲得タイトル
ナショナル・レスリング・アライアンス
- NWAイースタン・ステーツ・ヘビー級王座[24]
  - 1961年獲得。
  - 1961年12月29日、オハイオ州コロンバスにおいてドン・カーティス（英語版）に奪われる。

アメリカン・レスリング・アライアンス
- AWA世界ヘビー級王座（オハイオ版）[25]
  - 1962年9月14日、オハイオ州コロンバスにおいてドン・レオ・ジョナサンより獲得。
  - 1964年9月7日、同地においてルー・テーズに奪われ、NWA世界ヘビー級王座へ吸収。

ワールド・チャンピオンシップ・レスリング（オーストラリア）
- IWA世界ヘビー級王座[26]
  - 1965年8月18日、オーストラリア・メルボルンにおいてスパイロス・アリオンより獲得。
  - 1965年8月25日、同地においてアリオンに奪われる。
  - この時期、オーストラリアでのゴッチはリングネームをカール・クラウザーに戻している。

ワールドワイド・レスリング・アソシエーツ
- WWA世界タッグ王座[7]
  - パートナーは "アイアン" マイク・デビアス。
  - 1967年6月30日、カリフォルニア州ロサンゼルスにてペドロ・モラレス&リッキー・ロメロ より獲得。
  - 1967年7月29日、同州サンバーナーディーノにてモラレス&ビクター・リベラに奪われる。

ワールド・ワイド・レスリング・フェデレーション
- WWWF世界タッグ王座[8]
  - パートナーはレネ・グレイ[† 7]。
  - 1971年12月6日、ニューヨーク州ニューヨークにおいてルーク・グラハム&ターザン・タイラーより獲得。
  - 1972年2月1日、ペンシルベニア州フィラデルフィアにおいてバロン・シクルナ&キング・イヤウケアに奪われる。
  - 戴冠中はフレッド・ブラッシー&ジミー・バリアントなどのチームを相手に防衛戦が行われた[27]。

新日本プロレス
- 世界ヘビー級王座
  - ゴッチ本人が所持していたオハイオ版AWA世界ヘビー級王座のレプリカで、新日本が作成したもの。 フランク・ゴッチゆかりのベルトなどと言われていた。

## コーチとして
- 豊富な知識から様々な練習方法を提案し、やる気を出させる教え方が上手なため、慕っているプロレスラーが多い（ただし、スパーリングは非常に厳しいらしい）。ゴッチの教えは「ゴッチイズム」と呼ばれ、ゴッチの指導を受けたアントニオ猪木が新日本プロレスで「ストロングスタイル」を確立したため、特に新日本プロレス出身のプロレスラーの間では畏敬の念を抱かれている。もっとも、これはアングルの一種でもあり、弟子たちの多くはゴッチを利用して有名になるとゴッチの下を訪れなくなったため、ゴッチがインタビューでかつての弟子たちに苦言を呈したこともある。なお、全日本プロレスの渕正信がゴッチの下を訪れた際にもゴッチは熱心に指導しており、指導するプロレスラーの所属団体についての拘りはないようである。
  - 長州力がデビュー戦から使用し続けているサソリ固め（スコーピオン・デスロック）は、ゴッチが伝授したと言われている。
  - 藤波辰爾の得意技だったドラゴンスクリュー、ドラゴン・スープレックス（フルネルソン・スープレックス）は、ゴッチが元祖である。
  - ゴッチは「12種類のスープレックス」を新日本プロレス期待の若手であった当時の前田日明に伝授している。前田のイギリスへの海外修業の手招きはゴッチの計らい。
  - ゴッチは小沢正志のためにモンゴル人のギミックを考案し、「テムジン・モンゴル」と命名したが、小沢がアメリカへ進出する際に「キラー・カーン」と改名したために破門している。その後、ゴッチと小沢が和解したかどうかは不明である。
  - メキシコで修業中の佐山聡のイギリス派遣もゴッチが手引し、その際｢リッキー・カワシ｣というリングネームを授けているが、現地プロモーターが｢サミー・リー｣にしてしまったため、怒っていたという。
- 第2次UWFブーム当時、ゴッチは週刊ゴングのインタビューで「日本には私のファイトスタイルを忠実に再現しているレスラーが1人だけいる」と発言し、記者から「それは誰ですか?やはり前田（日明）さんですか?」と尋ねられたのに対して、「木戸修だよ」と答えている。この発言からも分かるように、蹴りを多用する前田日明、高田延彦には、「彼らはキック・ボーイになってしまった」とやや冷水を浴びせるところがあった。ただし、ゴッチは来日時に山本小鉄へ見事なソバットを決めたこともあり、キックを嫌う傾向はあるが、完全に否定はしていないという見方もある。また、鈴木みのるがUWF時代にこだわりを持って使用したドロップキックやストンピングを批判していないところから、繋ぎ技、裏技、奇襲として足の裏で蹴ることは否定していないのではないかと思われる。
  - なお、木戸修に対するゴッチの思い入れは若手時代からであり、新日本旗揚げシリーズ前の道場での公開練習では、ゴッチは当時22歳であった木戸を専属パートナーとして指名している。
- ゴッチはレスリングをするために筋肉増強剤は有害であると考えており、ケン・シャムロックが筋肉増強剤を使用していると批判している。パンクラスがゴッチの批判を無視してケン・シャムロックを重用したため、ゴッチはパンクラスと決別したと言われている。
- 平直行が立ち聞きした内容によると、ドン・中矢・ニールセンとの試合を控えていた前田日明には頭突きを活かすこと、レスリングの動きを活かしてサイドやバックに入ることなどを助言していた。その話ではゴッチは「ボクサーはクリンチに弱ければタイトルは取れない。ルールで禁止でも、そんなことはやってくるのが当たり前だから」「レスラーだって、パンチを怖がるようじゃ強いレスラーにはなれない。ボクシングができるくらいの心と反射神経がなければ、本物にはなれない」「昔のボクサーとレスラーはよく一緒に練習したものさ」と打撃と組み技の両立を重視する発言を行った[28]。
- ゴッチは1999年からしばらくの間マット・フューリーを指導したことがあり、2000年にトニー・チチーニーがフューリーを批判した時にはチチーニーを非難したが、その後はフューリーを厳しく批判している[† 8]。かつての弟子とのトラブルについて、ゴッチは「魂だけは教えることができないものであり、本人が生まれながらに持っているものである」と述べている。
- グレコ特有のロックアップしてからの展開を基本としていたため、自ら飛び込んでの片足タックルを全く教えなかった。ゴッチの技術体系では現在の総合格闘技に対応できないことは明らかであり、パンクラスがゴッチから訣別した一因ともなっている。
- 前田日明によればゴッチはUWFの選手にタックルの有効性を訴えていたが、選手たちは理解せず見栄えのよいキックばかり練習していたと言う[要出典]。

## エピソード
- 1986年「INOKI 闘魂 LIVE」前田日明vsドン・中矢・ニールセン戦のセコンドとしてUWFサイドの招きで来日した際、「これまで何度も飛行機で日本に来ているが、ファーストクラスを用意してくれたのは初めてだ。ありがとう」とコメントした。これをUWFサイドは、「プロレスの神様と持ち上げておきながら、これまで関わった団体はその程度の扱いしかしなかった!」と、雑誌などで喧伝した。しかし、後にゴッチが第2次UWFの顧問から外れた際、実は新日も日本に呼ぶ際はファーストクラス料金を送金していたのに、ゴッチ自らが下のクラスの座席を取って来日していた事が明かされた。
- 第一次UWF崩壊後も、来日の度に団体が用意したホテルではなく第一次UWFの社長であった浦田昇の家に宿泊していた。これは、1996年5月に浦田が修斗コミッショナーに就任した後に受けたインタビューで述べている。
- 日本プロレスに来日した際、歯が痛くなったゴッチは「歯があるから痛くなる」と言い張って、歯医者に無理矢理痛くない歯も含めて全部の歯を抜かせたという。さすがに無理が祟り、体調が悪化して練習を休みにせざるを得なくなり、猛特訓に辟易していたレスラー連中を大喜びさせたという。
- 渕正信が雑誌『Gスピリッツ』に語ったところによると、渕がゴッチの元で修業していた1982年に「新日本とは何の契約もないので全日本が呼んでくれるのなら行ってもいい」とゴッチが言い出し、ちょうど米国遠征中だった馬場も興味を示し、馬場はゴッチとビル・ロビンソンのコンビでの世界最強タッグ決定リーグ戦参加を考え、ゴッチも了承したが実現しなかった。このゴッチ全日本登場は、「新日本の象徴であるゴッチを全日本が引き抜いてどう使うかが非常に難しい」ということなどから幻に終わった。渕によるとゴッチは馬場のことを「あの身体の大きさであれだけ動けて身体も柔らかいのは素晴らしい」と語っていたという。
- ルー・テーズはゴッチについて晩年に「彼の動きはロボットを連想させる」と述べたことがある。
- 死去する直前、テレビの取材で坂口征二とともに自宅に訪れた、彼の息子であり、俳優の坂口憲二に「ゴッチ式トレーニング」を直接指導した。当初、憲二は、10分程度の練習のつもりだったが、ゴッチの指導に熱が入り1時間以上練習するハメに。
- アントニオ猪木が自他共に認めるゴッチの弟子としてレスラーとして尊敬していたこと、新日本プロレス旗揚げの際に日本プロレスの圧力からNWAに加盟できずに知名度のある大物外国人レスラーの招聘が出来なかった新日へゴッチ自ら出場したり、無名だが実力あるレスラーをブッキングしたことは有名だが、猪木自伝によれば「新日旗揚げ時のブッカー料は業界抹殺のリスクに見合う巨額を請求してきた」「ギャラの札の枚数を目の前で数えられた」として、金銭にシビアな面に猪木が幻滅した描写がある。
- 現時点で判明している中では1959年に限った事ではあるが、フランス人ギミックのピエール・レマリン（もしくはピエール・ラマリン）としてカナダやボストン、シカゴで計20試合闘っている。
- 生前ゴッチは、人間の遥か昔の先祖となる生物は海から来たものであり、また海に帰らねばならないとの考えから、死後ゴッチの側近等で話し合い、遺灰の大部分は長年住んだオデッサの湖に、御婦人の遺灰と共に散灰されたが、また弟子たちが多く住み大好きな日本の土地に足を踏み入れたい強い思いがあり、残された遺灰の一部をジョー・マレンコと西村修の手によって没後10年の際に東京都荒川区の回向院に、遺灰となり来日し埋葬された。猪木と西村が発起人となり、墓地設立に成功した[29]。
- ゴッチ同様にシュートに強かったボブ・オートンとボリス・マレンコは、アメリカのプロレス界では数少ない友人であり、飲み友達でもあったという[30]。

## カール・ゴッチが指導した主なプロレスラー
- ヒロ・マツダ
- アントニオ猪木
- 坂口征二
- アニマル浜口
- 木戸修
- 藤波辰爾
- キラー・カーン
- 藤原喜明
- 長州力
- 渕正信
- 佐山聡
- 前田日明
- 高田延彦
- 船木誠勝
- 鈴木みのる
- 西村修
- 石川雄規
- 中西学
- ジョニー・ロンドス
- ビクター・リベラ
- ジャック・ブリスコ
- カネック
- ボブ・バックランド
- ボブ・オートン・ジュニア
- ジョー・マレンコ
- ディーン・マレンコ
- スコット・マギー
- ジョシュ・バーネット